# Воля (зупинний пункт)
Во́ля — пасажирська зупинна залізнична платформа Донецької дирекції Донецької залізниці. Розташована в с. Новоселівка, Єнакієвська міська рада, Донецької області на лінії Щебенка — 5 км між станціями Щебенка (6 км) та Нижньокринка (6 км).
Через військову агресію Росії на сході Україні транспортне сполучення припинене.